# Burg Borna
Die Burg Borna, später Jahnschloss genannt, ist eine abgegangene Wasserburg am südöstlichen Ortsrand in der Wyhraniederung westlich von Altstadt Borna im Landkreis Leipzig in Sachsen.
Die eigentliche Entstehungszeit der frühen 80 mal 60 Meter großen ovalen Ringburg ist nicht geklärt.
Die Wasserburg wurde im 12. Jahrhundert zum Schloss ausgebaut und war im Besitz der Herren von der Jane und später im Besitz der Grafen von Wettin. 1530 wurde das Schloss abgebrochen.
Noch in der DDR-Zeit sollen die Grundmauern des Bergfriedes vorhanden gewesen sein.